# Acrocercops tetrachorda
Acrocercops tetrachorda är en fjärilsart som beskrevs av Turner 1913. Acrocercops tetrachorda ingår i släktet Acrocercops och familjen styltmalar. Inga underarter finns listade i Catalogue of Life.